# Marco Benassi
Marco Benassi (Modena, 8 september 1994) is een Italiaans voetballer die doorgaans als middenvelder speelt. Hij tekende in augustus 2017 een contract tot medio 2022 bij Fiorentina, dat circa €10.000.000,- voor hem betaalde aan Torino.

## Clubcarrière
Internazionale haalde Benassi op vijftienjarige leeftijd weg uit de jeugd van Modena. Hij nam met Internazionale deel aan de NextGen Series 2011/12, die Inter won. Andrea Stramaccioni, de coach van Benassi bij het reserve-elftal van Inter, haalde Benassi bij het eerste elftal. Hij maakte zijn debuut in het eerste elftal van Internazionale in een Champions League-duel tegen Roebin Kazan. Benassi begon aan de wedstrijd, die met 3–0 werd verloren. Een doorbraak bij Inter bleef daarna uit.
Na een jaar op huurbasis bij Livorno verruilde Benassi Inter in de zomer van 2014 definitief voor Torino, waar hij meer speeltijd kreeg. Hij kwam in drie seizoenen tot 85 competitiewedstrijden voor de club, waarmee hij twee keer negende en een keer twaalfde werd in de Serie A. Benassi tekende in augustus 2017 vervolgens bij Fiorentina. In 2020 werd hij verhuurd aan Hellas Verona.

## Interlandcarrière
Benassi speelde in de nationale jeugdelftallen Italië –18, Italië –19 en Italië –21. Hij werd op 23 mei 2016 opgenomen in de Italiaanse voorselectie voor het Europees kampioenschap voetbal 2016 in Frankrijk, zonder eerdere ervaring in het Italiaans voetbalelftal. Hij kwam dat toernooi niet in actie.